# Jyllandsserien for kvinder (fodbold)
Jyllandsserien er den fjerdebedste fodboldrække i Danmarksturneringen for kvinder.
Det er den bedste fodboldrække for kvinder, som administreres af lokalunionen DBU Jylland. Serien består af i alt 16 hold, opdelt i 2 puljer med hver 8 hold, som spiller 14 kampe ude og hjemme. Fodboldrækkens turnering er delt og spilles 2 gange om året. Det bedst placerede hold rykker op i Danmarksserien og de 3 dårligste placerede rykker ned.